# Carl Friedrich Philip Stendebach

Carl Friedrich Philip Stendebach (um 1920)

Carl Friedrich Philip Stendebach (* 8. März 1866 in Ems; † 18. Mai 1938 in Augsburg) war ein deutscher Ingenieur, Pionier der Elektrotechnik, Erfinder, Unternehmer und Waffenhersteller, der ab den 1890er-Jahren nachweislich wirkte und Patente zur Elektrotechnik erhielt. Anfang des 20. Jahrhunderts kam er in Deutschland als Waffenkonstrukteur und Munitionshersteller zur Bekanntheit. Er betrieb an den Standorten Suhl, Leipzig-Gohlis und Augsburg Produktions- und Vertriebsstätten für die von ihm produzierten Jagd- und Sportwaffen sowie Munition. In den 1920er-Jahren war er an der Entwicklung von Filmproduktionen beteiligt.

## Leben und Werk
Über das Privatleben von Friedrich Stendebach und dessen Familienwurzeln im Westerwald ist wenig bekannt. Friedrich zog von Bad Ems nach Leipzig und verlobte sich 1890 mit Helene Flemmiger. Max Stendebach, der 1892 in Leipzig geboren wurde, ist mit hoher Wahrscheinlichkeit ein gemeinsames Kind, wobei weitere Nachfahren anzunehmen sind, obwohl sie bisher nicht belegt werden können. In frühen Patenten um 1895 für Elektrotechnik im Bahnbetrieb wird Friederich als Erfinder genannt. Bis 1900 war Friederich Geschäftsführer der „Elektricitätsgesellschaft Reitz & Co. m. b. H.“ in Leipzig.
Im Jahr 1890 ist Stendebach als Ingenieur mit seiner Waffen- und Geschossfabrik in Leipzig verzeichnet. Später wird Friedrich Stendebach, Beiersgrund 3 in Suhl 1899 als Waffen- und Geschossfabrik mit der Marke „STENDA“ erwähnt. Ab 1906 besaß er auch eine Geschossfabrik in Leipzig-Gohlis. Zu Beginn des Ersten Weltkriegs wurde das Unternehmen „Stendebach & Co.“ gegründet. Gesellschafter war Gustav Kersten, nachdem dieser Büchsenmacher elsässischer Herkunft aus der Armee ausgeschieden war. Auch Kersten brachte Konstruktionen in den Firmenbetrieb ein. Stendebach & Co. ging 1916 unter Konkursverwaltung. Später schloss sich Stendebach dann mit Kersten unter dem Namen „Vierordt, Stendebach & Cie. GmbH“ mit Niederlassungen in Frankfurt am Main, Säckingen, Gmünden am Main, Suhl und schließlich Augsburg zusammen. Zusätzlich war Friedrich Stendebach an der „Augusta-Film-Compagnie Rachl & Co.“ in Augsburg beteiligt.
Augsburg war der letzte bekannte Wirkungsort von Stendebach. Hier bot er in den 1930er-Jahren „originale Stendebach-Gewehre“ an, darunter Kipplaufbüchsen und weitere Gewehre unterschiedlicher Bauart. Für seine Gewehre nach Mauserbauart hatte er seine eigene Patrone, die 8×71 Stendebach Ideal M30 mit seinem eigenen „Ideal Universal“-Geschoss. Dabei handelte es sich um ein Projektil mit einer komplizierten weichen Spitze mit einem harten und einem weichen Bleikern, getrennt durch eine Stahlkugel.
Bekannt wurden auch die Flintenlaufgeschosse von Stendebach, die für Waffen mit glattem Lauf gefertigt, und beispielsweise mit dem österreichischen Patent N° 13942 von 1902 beschrieben und geschützt wurden. Die Brennecke-, die Kettner-, die Witzleben- und die Stendebach-Geschosse werden bisweilen in vergleichenden Publikationen zu Flintenlaufgeschossen benannt. Das deutsche Patent N° 329462 zum Kniegelenkverschluss für Schusswaffen von 1918 ähnelt in der Konstruktion dem Verschluss der Parabellumpistole. Zu letztgenanntem Patent wurden als „Stendebach Modell 1936“ Gewehr-Prototypen mit Trommelmagazin bekannt, die als Mitbringsel von Soldaten in den USA auftauchten. Eines dieser Gewehre wurde mit Aluminiumteilen für eine Auktion präsentiert, ein weiteres Exemplar befindet sich im Fundus der Wehrtechnischen Studiensammlung Koblenz.

## Patente
- Patent  ES17072A1: Un aparato de contacto para tranvía eléctrico con corriente subterránea funcionando con conductor fraccionado.. Angemeldet am 28. Februar 1895, veröffentlicht am 16. April 1895, Erfinder: Friedrich Stendebach.‌
- Patent  DE329462: Kniegelenkverschluss für Schusswaffen. Angemeldet am 3. September 1918, veröffentlicht am 26. November 1920, Erfinder: Friedrich Stendebach.‌
- Patent  US804349: Feuerwaffe mit absenkbarem Lauf. Angemeldet am 24. April 1905, veröffentlicht am 14. November 1905, Erfinder: Friedrich Stendebach.‌
- Patent  AT13942B: Geschoß für glatte und gezogene Rohre. Angemeldet am 4. Dezember 1902, veröffentlicht am 10. November 1903, Erfinder: Friedrich Stendebach.‌
- Patent  AT22093B: Kipplaufgewehr. Angemeldet am 31. März 1905, veröffentlicht am 10. November 1905, Erfinder: Friedrich Stendebach.‌